# محسن بیات
محسن بیات (زادهٔ ۲۷ تیر ۱۳۶۳ در گلپایگان) بازیکن فوتبال اهل ایران است. وی درحال حاضر سرمربیگری تیم نونهالان استقلال تهران را بر عهده دارد.

## افتخارات
آقای گل جوانان تهران سال ۱۳۸۱ آقای گل امید تهران بازیکن صبا با ۱۷ گل زده
کاپیتان صبای قم (صبا باتری) سابق، قهرمانی در جام حذفی فوتبال ایران ۸۴-۱۳۸۳، نایب قهرمانی در جام حذفی فوتبال ایران ۸۶-۱۳۸۵، یک قهرمانی در سوپر جام فوتبال ایران ۱۳۸۴ نائب قهرمان جام اتحادیه سال ۸۳ حضور در جام باشگاه های آسیا ۳دوره نائب قهرمان جام حذفی ۲ دوره سال ۸۵و۸۶ وفادار ترین بازیکن به صبا با حضور ۱۵ سال درصبا دعوت به تیم ملی ایران زمان کیروش ۲ دوره مقام سوم لیگ برتر